# 도산코
도산코(일본어: 道産子)는 홋카이도를 중심으로 사육되는 말 품종이다. 일본의 현존하는 8개 토착 말 품종 중 하나이며, 8종 중 유일하게 멸종 위기에 처하지 않은 것이다. 일본의 최북단에 있는 홋카이도에서 시작되었으며, 특히 섬의 태평양(동부) 해안을 따라 발견된다. 혼슈에서 들여온 남부마가 조상으로 여겨진다.
홋카이도 사람들은 말의 이름을 따서 "도산코"라는 별명이 붙기도 한다.

## 역사
홋카이도에는 원래 말이 서식하지 않았기 때문에, 아이누는 말을 기르는 습관이 없었지만, 가마쿠라 시대에 화인이 남부마를 혼슈에서 가져와서 사용한 것이, 홋카이도에서의 말 사육의 시작이라고 한다.
에도 시대에 들어서면서 홋카이도의 어장의 개발이 진행되어, 여름에 어업 이주 시 어획물 운반 등에 사용하기 위해 활발하게 말이 반입되었다. 겨울 동안은 홋카이도에서 방치되어, 이듬해에 겨울을 보낼 수 있었던 말을 포획하여 사용하고 있었다. 이러한 환경에서 홋카이도의 기후 풍토에 적합한 혹독한 겨울과 조식을 견디는 특유의 자질을 가진 말로 확립했다.